# 양택조
양택조(梁澤助, 1939년 3월 23일 ~ )는 대한민국의 배우이다.

## 학력
- 용산고등학교 졸업(1958년)
- 한양대학교 광산공학과 학사(1962년)
- 서울연극학교 전문학사(1970년)

## 생애
일제강점기의 유명한 부부 예술인이었던 양백명(본명 양백문)과 문정복의 아들이다. 문정복은 조선민주주의인민공화국으로 가서 인민배우가 되었고, 양택조는 양백명 슬하에서 어머니 없이 자랐다. 문정복의 동생이자 양택조의 이모인 문정숙은 대한민국에서 유명 배우가 되었다.
용산고등학교를 거쳐 한양대학교 공과대학에 입학했다가, 서울예술대학의 전신인 드라마센터에 들어가 연기 수업을 받아 가업을 잇게 되었다. 영화 감독 이만희의 밑에서 영화 조감독으로서의 영화 작업을 배웠다. 당시 인기 영화여배우 문희를 길거리 캐스팅하기도 했다.
1963년 연극 《화랑도》의 단역 출연을 통하여 배우로 첫 데뷔하였고 이듬해 1964년 영화 《협박자》를 통하여 영화 조감독 데뷔하였으며 이어 같은 해 1964년 영화 《석가모니》의 단역 출연을 통하여 영화 배우로 데뷔하였고 1년 후 1965년 뮤지컬 《포기와 베스》의 단역 출연을 통하여 뮤지컬 배우 데뷔하였으며 이듬해 1966년에 DBS 동아방송 성우로 정식 데뷔를 한 후 주로 영화의 악역 전문 더빙을 맡다가, 1983년에 텔레비전 단막극 《대역인간》에 출연한 이래 많은 드라마와 영화에 출연하였고 1986년 연극 《풍운아 홍길동》을 통하여 연극연출가 데뷔하였다. 그의 총 출연작품은 100편이 넘는다.
영화 조감독 데뷔작은 1964년에 개봉된 영화 《협박자》이며 영회 배우 데뷔작은 1964년에 개봉된 영화 《석가모니》이다. 인기 주말드라마 《그대 그리고 나》(1997)에서 최불암의 친구 역으로 인상적인 연기를 보여주는 등 주로 개성 강한 조연으로 영화, 연극, 드라마를 오가면서 활동했다. 2004년 영화 《고독이 몸부림칠 때》에서는 주연으로 출연하기도 했다.
《며느리 전성시대》에 아버지(윤주상)의 대를 이은 의사 역할로 출연한 연기자 장현성은 양택조의 사위이다.

## 연기 활동

### 영화
- 2015년 《막걸스》 - 맹도사 역(특별출연)
- 2011년 《마스터 클래스의 산책》
- 2009년 《청담보살》 - 승원 부 역
- 2005년 《무등산 타잔, 박흥숙》
- 2004년 《고독이 몸부림칠 때》 - 홍찬경 역
- 2003년 《대한민국 헌법 제1조》 - 조금박 역
- 2002년 《뚫어야 산다》
- 2002년 《싸울아비》 - 가네무라 역
- 1999년 《만날 때까지》 - 한윤주 역
- 1998년 《엑스트라》 - 장 비서관 역(특별출연)
- 1998년 《투캅스 3》 - 서초경찰서장 역
- 1998년 《세븐틴》 - 종수 부 역
- 1998년 《기막힌 사내들》 - 유달수 역
- 1998년 《미끼》 - 조 회장 역
- 1997년 《할렐루야》 - 덕건의 아버지 역
- 1997년 《백수스토리》 - 대장 역
- 1997년 《베이비 세일》 - 지현 부 역
- 1996년 《보스》
- 1996년 《투캅스 2》 - 서초경찰서장 역
- 1996년 《1996 뽕》 - 황영감 역
- 1995년 《돈을 갖고 튀어라》 - 지점장 2 역
- 1995년 《금홍아 금홍아》 - 신문사 국장 역
- 1995년 《미란다》 - 형사 역
- 1995년 《소낙비》
- 1994년 《마누라 죽이기》 - 대대장 역
- 1994년 《게임의 법칙》 - 세차장 주인 역
- 1994년 《태백산맥》
- 1994년 《복카치오 '94》
- 1994년 《거꾸로 가는 여자》 - 황 사장 역
- 1994년 《연애는 프로, 결혼은 아마츄어》
- 1994년 《새알각하》 - 정상남 역
- 1993년 《투캅스》 - 형사과장 역
- 1993년 《가슴 달린 남자》 - 석 부장 역
- 1993년 《사랑의 종합병원》 - 천만배 역
- 1993년 《에로스》
- 1993년 《그 여자, 그 남자》 - 심 부장 역
- 1993년 《살어리릿다》 - 칠성 역
- 1993년 《101번째 프로포즈》
- 1992년 《위험수위》
- 1992년 《뽕 3》
- 1992년 《사랑전쟁》 - 까페주인 역
- 1992년 《장군의 아들 3》
- 1992년 《빠담풍》
- 1992년 《스무살까지만 살고 싶어요》 - 철수 부 역
- 1992년 《결혼 이야기》 - 차장 역
- 1992년 《가진것 없소이다》
- 1992년 《애사당 홍도》 - 애꾸 역
- 1991년 《열 아홉의 절망 끝에 부르는 하나의 사랑 노래》 - 준석 부 역
- 1991년 《핸드백 속의 이야기》 - 지 사장 역
- 1991년 《아그네스를 위하여》 - 김 변호사 역
- 1991년 《B타임의 정사》
- 1991년 《장군의 아들 2》
- 1991년 《은마는 오지 않는다》 - 이장 역
- 1991년 《밥풀떼기 형사와 전봇대 형사》
- 1991년 《누가 용의 발톱을 보았는가》
- 1991년 《피와 불》 - 장조카 역
- 1991년 《뜨겁고 부드럽게》
- 1991년 《장미여관》 - 여자 부 역
- 1990년 《청송으로 가는 길》 - 교도 과장 역
- 1990년 《장군의 아들》
- 1990년 《우묵배미의 사랑》 - 최씨 역
- 1990년 《물의 나라》 - 이달호 역
- 1989년 《추억의 이름으로》 - 영업부장 역
- 1989년 《우담바라》
- 1989년 《며느리 밥풀꽃에 대한 보고서》
- 1989년 《행복은 성적순이 아니잖아요》 - 이정석 역
- 1989년 《그 후로도 오랫동안》
- 1989년 《칠색조》
- 1989년 《불의 나라》 - 무라까미 역
- 1988년 《가루지기》
- 1988년 《멋장이 세상》 - 빼빼 역
- 1988년 《업》
- 1988년 《살꼬지》
- 1987년 《블루하트》
- 1987년 《감자》
- 1987년 《팔도쌍나팔》
- 1987년 《두 여자의 집》
- 1987년 《연산군》
- 1987년 《고속도로》
- 1987년 《87 영자의 전성시대》
- 1987년 《박철수의 헬로 임꺽정》
- 1987년 《도화》
- 1987년 《학창보고서》
- 1986년 《무진 흐린뒤 안개》
- 1986년 《작은 고추》
- 1986년 《돌아이 2》
- 1986년 《내시》
- 1986년 《겨울 나그네》
- 1986년 《꽃지》 - 형사 역
- 1985년 《뽕》
- 1985년 《에미》 - 남 사장 역
- 1984년 《흐르는 강물을 어찌 막으랴》
- 1984년 《울지 않는 호랑이》
- 1984년 《그해 겨울은 따뜻했네》
- 1984년 《나도 몰래 어느새》
- 1984년 《여자는 비처럼 남자를 적신다》
- 1983년 《불의 딸》(특별출연)
- 1982년 《영자의 전성시대 2》 - 사내 1 역
- 1982년 《삐에로와 국화》
- 1981년 《고래섬 소동》
- 1981년 《연분홍 치마》
- 1970년 《고보이 강의 다리》
- 1964년 《석가모니》

### 텔레비전 드라마
- 2011년 SBS 《싸인》 - 송씨 역
- 2009년 SBS 《아버지, 당신의 자리》 - 고덕춘 역
- 2009년 KBS2 《열혈 장사꾼》 - 허정재 역
- 2009년 MBC 《지붕뚫고 하이킥!》 - 치매 환자 역(특별출연)
- 2008년 SBS 《식객》 - 서 회장 역
- 2003년 MBC 《좋은사람》
- 2003년 SBS 《천년지애》 - 집사 역
- 2003년 SBS 《때려》 - 오 회장 역
- 2003년 MBC 《기쁜 소식》 - 계영두 역
- 2002년 KBS2 《태양인 이제마》
- 2002년 MBC 《로망스》 - 교감 역
- 2001년 MBC 《주간시트콤 세 친구》 - 윤다훈의 아버지 윤택조 역으로 카메오 단역
- 2001년 SBS 《주간시트콤 허니 허니》
- 2001년 SBS 《순자》 - 김춘식 역
- 2000년 MBC 《일일시트콤 뉴 논스톱》 - 양동근의 미팅녀 양미라의 아버지 양택조 회장 역으로 카메오 단역
- 2000년 MBC 《사랑할수록》
- 2000년 MBC 《사랑은 아무나 하나》 - 인태의 아버지 역
- 2000년 KBS2 《요정 컴미》 - 명태 할아버지 오창학 역
- 2000년 MBC 《주간시트콤 세 친구》 - 김용건의 6촌 형 김택조 역으로 카메오 단역
- 1999년 MBC 《국희》
- 1999년 SBS 《젊은 태양》 - 표창수 역
- 1998년 SBS 《단단한 놈》 - 조우삼 역
- 1998년 MBC 《사랑을 위하여》 - 은광도 역
- 1998년 MBC 《애드버킷》 - 의료법인 현성병원장 역
- 1998년 SBS 《시트콤 순풍 산부인과》 - 오지명 원장의 의대 동기인 산부인과 전문의 김휘 의학박사 역으로 단역
- 1997년 MBC 《그대 그리고 나》 - 재천 친구 역
- 1997년 KBS2 《봄날은 간다》
- 1997년 MBC 《예감》
- 1997년 KBS2 《질주》
- 1996년 SBS 《임꺽정》 - 관상쟁이 역
- 1995년 KBS2 《목욕탕집 남자들》
- 1995년 SBS 《코리아게이트》 - 주영복 역
- 1995년 SBS 8.15 특집극 《국화와 칼》 - 일본 극우파 야마다 역
- 1995년 MBC 《시트콤 두 아빠》
- 1994년 MBC 단막극 《MBC 베스트극장 - 조개탕 끓이는 남자》 ... 신도시 개발 관계자 역
- 1994년 MBC 《서울의 달》
- 1993년 KBS1 《먼동》
- 1993년 MBC 《제3공화국》 - 이유천 역
- 1991년 KBS2 《아스팔트 내 고향》
- 1991년 KBS2 《TV 손자병법》
- 1990년 KBS2 《그대 아직도 꿈꾸고 있는가》
- 1990년 KBS1 《여명의 그날》
- 1990년 MBC 《반민특위》 - 최경진 역
- 1990년 MBC 《나의 어머니》
- 1990년 MBC 조선왕조 오백년 시리즈 《대원군》
- 1989년 MBC 《제2공화국》 - 신성모 역
- 1989년 KBS2 《무풍지대》 - 유석 조병옥 역
- 1989년 MBC 《수난 2대》
- 1989년 MBC 《황제를 위하여》
- 1988년 MBC 《우리 읍내》
- 1988년 MBC 《내일 잊으리》
- 1988년 MBC 《인간시장》
- 1988년 MBC 《전원일기》 - 김재호의 친구 김씨 역
- 1988년 MBC 《선생님 우리 선생님》
- 1987년 MBC 《부초》
- 1987년 MBC 《사랑과 야망》 - 한 사장 역
- 1986년 MBC 《첫사랑》
- 1985년 MBC 《갯마을》
- 1985년 MBC 《임진왜란》 - 심유경 역
- 1985년 MBC 《그해의 삽화》
- 1985년 MBC 《억새풀》
- 1985년 MBC 《풍란》
- 1984년 MBC 《3840 유격대》

### 마당놀이
- 2001년 《MBC 마당놀이 암행어사 졸도야!》

## 연기 외 활동

### 텔레비전 프로그램
- KBS 《가족오락관》
- KBS 《TV는 사랑을 싣고》
- SBS 《스타 주니어쇼 붕어빵》
- KBS2 《슈퍼맨이 돌아왔다》
- MBC 《미스터리 음악쇼 복면가왕》 - 얼굴되지. 노래되지. 꽃돼지. (참가자)

### 라디오 프로그램
- 2014년 EBS FM 《EBS 라디오 책 읽는 라디오 낭독 시리즈》

### 광고
- 1998년 대웅제약 영웅젤리
- 1998년 빙그레 포미콘
- 1998년 ~ 1999년 현대전자 걸리버 (Feat. 박진희)
- 1999년 서울신용정보 (Feat. 최종원)
- 1999년 쌍방울 트라이
- 2001년 SPC삼립 하이면
- 2002년 남양유업 이오 (Feat. 김성겸)
- 2013년 KT 올레 기가 UHD TV - 실제 사위 장현성과 뉴질랜드 마오리족 하카댄스단과 함께 출연

## 가족 관계
- 배우자: 이운선
  - 첫째 아들 : 양형석
  - 둘째 딸 : 양○○
  - 막내 딸 : 양희정
    - 막내 사위: 장현성(1970년 7월 17일 ~ )
      - 외손자: 장준우(2003년 ~ )
      - 외손자: 장준서(2007년 ~ )

## 수상 경력
- 1998년 MBC 연기대상 남자우수상
- 2003년 MBC 방송연예대상 탤런트부문 특별상

## 같이 보기
- 민욱
- 사미자